# Einar Fröberg
Einar Fröberg, född 25 november 1875 i Svärta församling, Södermanlands län, död 2 oktober 1934 på Höstsol i Täby, var en svensk skådespelare, regissör, manusförfattare och författare.  

## Biografi
Fröberg var 1896–1897 elev vid Dramatiska teatern, och 1897–1898 anställd vid Svenska Teatern i Helsingfors, 1899–1900 och 1907–1908 i landsorten, 1900–1906 och 1908–1910 vid Svenska teatern i Stockholm, därefter vid Intima teatern, även som regissör. Fröberg verkade senare som regissör, bland annat 1926–1927 vid Komediteatern och från 1927 vid Skådebanan.
Bland hans teaterroller märks En lyckoriddare, Jack Tanner i Mannen och hans överman, Prinzivale i Monna Vanna och Karl Henrik i Gamla Heidelberg. Fröberg skrev även för teatern, bland annat det på Dramatiska teatern uppförda, sceniskt verkningsfulla skådespelet Disciplin.
Fröberg filmdebuterade 1912 i Victor Sjöströms Ett hemligt giftermål eller Bekännelsen på dödsbädden. 
Han var 1912–1928 gift med skådespelaren Anna-Lisa Fröberg (1887–1979) och 1928 med Tora Efraima Wahlbom (1888–1944), dotter till skådespelarna Johan Wahlbom och Emma Rommel, ogift Becker.

## Filmografi

### Roller
- 1912 – Ett hemligt giftermål eller Bekännelsen på dödsbädden
- 1913 – Barnet
- 1924 – Grevarna på Svansta
- 1925 – Karl XII
- 1926 – Fänrik Ståls sägner-del I
- 1931 – Markurells i Wadköping

### Filmmanus
- 1924 – Grevarna på Svansta

### Regi
- 1920 – Lunda-indianer

## Teater

### Roller (ej komplett)
| År   | Roll                                 | Produktion                                                  | Regi             | Teater                       |
| ---- | ------------------------------------ | ----------------------------------------------------------- | ---------------- | ---------------------------- |
| 1897 | Enrid den unge                       | Axel och Walborg Adam Oehlenschläger                        | August Arppe     | Svenska Teatern, Helsingfors |
| 1900 | Wivalt                               | Agnes Jordan Georg Hirschfeld                               | Harald Molander  | Svenska teatern, Stockholm   |
| 1904 | Greve Almaviva                       | Figaros bröllop Pierre de Beaumarchais                      |                  | Svenska teatern, Stockholm   |
| 1905 | Lagman Bengt                         | Bröllopet på Ulfåsa Frans Hedberg                           |                  | Svenska teatern, Stockholm   |
| 1905 | Rikard Berg                          | Agnete Amalie Skram                                         |                  | Svenska teatern, Stockholm   |
| 1906 | Gunnar Elbe                          | Ett hems drama Tor Hedberg                                  |                  | Svenska teatern, Stockholm   |
| 1906 |                                      | Flyttfåglar Maurice Donnay och Lucien Descaves              |                  | Svenska teatern, Stockholm   |
| 1906 | Nils, domherre                       | Gillets hemlighet August Strindberg                         | Karl Hedberg     | Svenska teatern, Stockholm   |
| 1906 | Edmund Schellhorn, regeringsassessor | Livets maskerad Ludwig Fulda                                |                  | Dramatiska Teatern           |
| 1909 | Godsägare Hans Helmer                | Den röda hanen Palle Rosenkrantz                            |                  | Svenska teatern, Stockholm   |
| 1909 | Konung Valdemar                      | Bjälbojarlen August Strindberg                              | Victor Castegren | Svenska teatern, Stockholm   |
| 1909 | Polisnotarie Streber                 | Moral Ludwig Thoma                                          |                  | Svenska teatern, Stockholm   |
| 1910 | Esteten                              | Kärlekens krokvägar Tor Hedberg                             |                  | Svenska teatern, Stockholm   |
| 1914 | Herr X                               | Paria August Strindberg                                     | Emil Grandinson  | Intima teatern               |
| 1914 | Klas Hemming                         | Karlavagnen Tor Hedberg                                     | Einar Fröberg    | Intima teatern               |
| 1914 | Desfarges                            | Undervattensbåten Svalan A Moureaux och J Perard            | Einar Fröberg    | Intima teatern               |
| 1915 | Lenskij                              | Attentatet Leo Birinski                                     | Emil Grandinson  | Intima teatern               |
| 1915 | Blankenburg                          | Spader knekt Hans Overweg                                   | Einar Fröberg    | Intima teatern               |
| 1915 | Ludvig XV                            | Pompadours triumf Adolf Paul                                | Einar Fröberg    | Intima teatern               |
| 1915 | Streber                              | Moral Ludwig Thoma                                          | Einar Fröberg    | Intima teatern               |
| 1916 | Armfelt                              | Gustaf III August Strindberg                                | Einar Fröberg    | Intima teatern               |
| 1916 | Rasmus Jensen                        | Prinsessan och hela världen Edgard Høyer                    | Einar Fröberg    | Intima teatern               |
| 1916 | Gabriel Blidberg                     | Takrännan Gustaf Collijn                                    | Gustaf Collijn   | Intima teatern               |
| 1917 | Kronprinsen                          | Fädernesland Einar Christiansen                             | Einar Fröberg    | Intima teatern               |
| 1917 | Danneskjold-Laurwigen                | Stövlett-Kathrine Dikken von der Lyhe Zernichow             | Einar Fröberg    | Intima teatern               |
| 1917 | Manolito                             | Socorros inackorderingar Miguel Ramos Carrión och Vital Aza | Einar Fröberg    | Intima teatern               |
| 1917 | Philip Winkler                       | Ungdomsvänner Ludwig Fulda                                  | Einar Fröberg    | Intima teatern               |
| 1918 | Hastings                             | Richard III William Shakespeare                             | Einar Fröberg    | Intima teatern               |
| 1918 | Robert Stafford                      | Köpt och betalt George Broadhurst                           | Einar Fröberg    | Intima teatern               |
| 1919 | Abel                                 | Ett experiment Hjalmar Bergman                              | Einar Fröberg    | Intima teatern               |
| 1919 | Greve Heinrich                       | Furstens återkomst August Brunius                           | Einar Fröberg    | Intima teatern               |
| 1919 | Mr Culver                            | Titeln Arnold Bennett                                       | Einar Fröberg    | Intima teatern               |
| 1919 | Baronen                              | Ambrosius Christian Molbech                                 | Einar Fröberg    | Intima teatern               |
| 1920 | Frederick                            | Änkleken W. Somerset Maugham                                | Rune Carlsten    | Intima teatern               |
| 1920 | Hillcrist                            | Öga för öga John Galsworthy                                 | Einar Fröberg    | Intima teatern               |
| 1920 | Thomas Hamann                        | 2 X 2=5 Gustav Wied                                         |                  | Intima teatern               |
| 1921 | Chaumette                            | Dygdens stig Robert de Flers och Gaston Arman de Caillavet  | Einar Fröberg    | Intima teatern               |

### Regi (ej komplett)
| År   | Produktion                                                 | Upphovsmän                                                      | Teater                                         |
| ---- | ---------------------------------------------------------- | --------------------------------------------------------------- | ---------------------------------------------- |
| 1914 | Lilla Eva                                                  | Olga Ott                                                        | Intima teatern                                 |
| 1914 | Karlavagnen                                                | Tor Hedberg                                                     | Intima teatern                                 |
| 1914 | Boubouroche                                                | Georges Courteline                                              | Intima teatern                                 |
| 1914 | Undervattensbåten Svalan                                   | A Moureaux och J Perard                                         | Intima teatern                                 |
| 1915 | Djävulen Az Ördög                                          | Ferenc Molnár                                                   | Intima teatern                                 |
| 1915 | Den politiske kannstöparen Den politiske kandestøber       | Ludvig Holberg                                                  | Intima teatern                                 |
| 1915 | Spader knekt                                               | Hans Overweg                                                    | Intima teatern                                 |
| 1915 | Erotik                                                     | Gustav Wied                                                     | Intima teatern                                 |
| 1915 | Pompadours triumf                                          | Adolf Paul                                                      | Intima teatern                                 |
| 1915 | Äktenskapets förskola Erziehung zur Ehe                    | Otto Erich Hartleben                                            | Intima teatern                                 |
| 1915 | Hittebarnet                                                | August Blanche                                                  | Intima teatern                                 |
| 1915 | Julstugan Julestuen                                        | Ludvig Holberg                                                  | Intima teatern                                 |
| 1915 | Moral                                                      | Ludwig Thoma                                                    | Intima teatern                                 |
| 1916 | Gustaf III                                                 | August Strindberg                                               | Intima teatern                                 |
| 1916 | En gåtfull kvinna                                          | Robert Reinert                                                  | Intima teatern                                 |
| 1916 | Prinsessan och hela världen                                | Edgard Høyer                                                    | Intima teatern                                 |
| 1916 | Den inbillningssjuke                                       | Molière                                                         | Intima teatern                                 |
| 1916 | Hannele Faunen                                             | Gerhart Hauptmann Hermann Bahr                                  | Intima teatern                                 |
| 1917 | Fädernesland Fædreland                                     | Einar Christiansen                                              | Intima teatern                                 |
| 1917 | Stövlett-Kathrine                                          | Dikken von der Lyhe Zernichow                                   | Intima teatern                                 |
| 1917 | Ett resande teatersällskap En födelsedag på gäldstugan     | August Blanche                                                  | Intima teatern/ Djurgårdsteatern               |
| 1917 | Jeffrey Pantons historia The History of Jeffery Panton     | Alfred Sutro                                                    | Intima teatern                                 |
| 1917 | Mästertjuven                                               | Tristan Bernard och Alfred Athis                                | Djurgårdsteatern                               |
| 1917 | Sorina Die Sorina                                          | Georg Kaiser                                                    | Intima teatern                                 |
| 1917 | Zoologi Lottchens Geburtstag                               | Ludwig Thoma                                                    | Intima teatern                                 |
| 1917 | Socorros inackorderingar                                   | Miguel Ramos Carrión och Vital Aza                              | Intima teatern                                 |
| 1917 | Ungdomsvänner Jugendfreunde                                | Ludwig Fulda                                                    | Intima teatern                                 |
| 1918 | Syster Beatrice Sœur Béatrice                              | Maurice Maeterlinck                                             | Intima teatern                                 |
| 1918 | Richard III The Life and Death of King Richard the Third   | William Shakespeare                                             | Intima teatern                                 |
| 1918 | Ljunghuset                                                 | Nils Wilhelm Lund                                               | Intima teatern                                 |
| 1918 | Under lagen                                                | Edvard Brandes                                                  | Intima teatern                                 |
| 1918 | Det svarta fåret                                           | Svend Rindom                                                    | Djurgårdsteatern                               |
| 1918 | Köpt och betalt Bought And Paid For                        | George Broadhurst                                               | Intima teatern                                 |
| 1918 | Skandalskolan School For Scandal                           | Richard Brinsley Sheridan                                       | Intima teatern                                 |
| 1919 | Ett experiment                                             | Hjalmar Bergman                                                 | Intima teatern                                 |
| 1919 | Byggmästare Solness Bygmester Solness                      | Henrik Ibsen                                                    | Intima teatern                                 |
| 1919 | Furstens återkomst                                         | August Brunius                                                  | Intima teatern                                 |
| 1919 | Titeln                                                     | Arnold Bennett                                                  | Intima teatern                                 |
| 1919 | Ambrosius                                                  | Christian Molbech                                               | Intima teatern                                 |
| 1919 | Individernas förbund                                       | Einar Fröberg                                                   | Intima teatern                                 |
| 1920 | Aigretten                                                  | Dario Niccodemi                                                 | Intima teatern                                 |
| 1920 | Kvinnan du gav mig, revy                                   | Ernst Rolf                                                      | Intima teatern regi tillsammans med Ernst Rolf |
| 1920 | Öga för öga The Skin Game                                  | John Galsworthy                                                 | Intima teatern                                 |
| 1920 | Min far hade rätt                                          | Sacha Guitry                                                    | Intima teatern                                 |
| 1920 | Professor Storitzyn                                        | Leonid Andrejev                                                 | Intima teatern                                 |
| 1921 | Dygdens stig                                               | Robert de Flers och Gaston Arman de Caillavet                   | Intima teatern                                 |
| 1921 | En hustru för mycket La passerelle                         | Francis de Croisset                                             | Intima teatern                                 |
| 1921 | Chitra                                                     | Rabindranath Tagore                                             | Intima teatern                                 |
| 1921 | Himlens hemlighet                                          | Pär Lagerkvist                                                  | Intima teatern                                 |
| 1921 | Gökungen                                                   | Einar Fröberg                                                   | Djurgårdsteatern                               |
| 1921 | Min tant från Honfleur Ma tante d'Honfleur                 | Paul Gavault                                                    | Djurgårdsteatern                               |
| 1924 | Dulcie                                                     | George S. Kaufman och Marc Connelly                             | Komediteatern                                  |
| 1924 | Fördraget i Auteuil Le Traité d'Auteuil                    | Louis Verneuil Översättning Torsten Winge                       | Blancheteatern                                 |
| 1926 | En okynnig unge Le fruit vert                              | Regis Gignoux och Jacques Théry                                 | Komediteatern                                  |
| 1926 | Chou-Chou                                                  | Jacques Bousqeet och Alexandre Madis Översättning Einar Fröberg | Blancheteatern                                 |
| 1926 | En tillfällig äkta man                                     | Edward A. Paulton                                               | Blancheteatern                                 |
| 1926 | Fönster Windows                                            | John Galsworthy                                                 | Komediteatern                                  |
| 1926 | De kuttrande duvorna Den farliga hunden Den galande tuppen | Curt Goetz                                                      | Komediteatern                                  |
| 1926 | Hans majestät får vänta                                    | Oscar Rydqvist                                                  | Komediteatern                                  |
| 1926 | Prinsessan Törnrosa                                        | Zacharias Topelius                                              | Komediteatern                                  |
| 1927 | Edens lustgård Der Garten Eden                             | Rudolf Bernauer och Rudolf Österreicher                         | Komediteatern                                  |
| 1927 | Hälsingar                                                  | Henning Ohlson                                                  | Skansens friluftsteater                        |
| 1928 | Storskrytaren                                              | Margit Brink-Ekegårdh                                           | Skansens friluftsteater                        |
| 1929 | En herrgårdssägen                                          | Selma Lagerlöf                                                  | Skansens friluftsteater                        |
| 1929 | Så förtjusande människor These Charming People             | Michael Arlen Översättning Einar Fröberg                        | Blancheteatern                                 |
| 1930 | Norrtullsligan                                             | Einar Fröberg                                                   | Teatern vid Sveavägen                          |
| 1930 | En herrgårdssägen                                          | Selma Lagerlöf                                                  | Oscarsteatern Flyttad tillMindre teatern       |

### Översättningar (urval)
| År   | Produktion                                     | Upphovsmän          | Regi          | Teater         |
| ---- | ---------------------------------------------- | ------------------- | ------------- | -------------- |
| 1923 | Öster om Suez                                  | W. Somerset Maugham | Ernst Eklund  | Komediteatern  |
| 1923 | Andra bröllopsnatten                           | Maurice Hennequin   | Knut Nyblom   | Vasateatern    |
| 1929 | Så förtjusande människor These Charming People | Michael Arlen       | Einar Fröberg | Blancheteatern |
| 1932 | Fallna änglar Fallen angels                    | Noël Coward         | Sture Baude   | Blancheteatern |